# Grazia Letizia Veronese
Grazia Letizia Veronese, nota anche con lo pseudonimo di Velezia (Limbiate, 21 luglio 1943), è una paroliera e compositrice italiana, vedova di Lucio Battisti.

## Biografia
Nata in Brianza, lavorò inizialmente come segretaria di Miki Del Prete nel Clan Celentano di Adriano Celentano. Dopo che varie testate giornalistiche le avevano attribuito un flirt con Gian Pieretti, che quest'ultimo smentì a distanza di molti anni, il 28 gennaio 1968 incontrò Lucio Battisti in occasione del Festival di Sanremo dove il cantante si trovava in qualità di autore del brano La farfalla impazzita; i due si fidanzarono l'anno seguente, ebbero un figlio, Luca, nato il 25 marzo 1973, e si sposarono con matrimonio civile il 3 settembre 1976, dopo sette anni di fidanzamento.
Nel 1982, dopo la separazione artistica tra Battisti e Mogol, fu coautrice dei testi dell'album E già del marito, con lo pseudonimo Velezia (contrazione di Veronese Letizia Grazia). Secondo l'archivio SIAE è anche compositrice, insieme a Battisti, delle musiche degli album Don Giovanni (1986) e L'apparenza (1988), tuttavia non è citata tra i riconoscimenti nel libretto interno degli album.
Nota per essere estremamente riservata, come Battisti stesso, una delle sue pochissime apparizioni pubbliche ha avuto luogo il 15 novembre 2023 in occasione dell'intitolazione al marito della rotonda di fronte al Grand Hotel a Rimini, dove ha pronunciato davanti alle telecamere alcune frasi di apprezzamento e ringraziamento per il sindaco Jamil Sadegholvaad, ricordando come Battisti stesso amasse la città romagnola.

## Controversie

### Responsabilità nella separazione tra Mogol e Battisti
Mogol, pur evitando per scelta di parlare dell'argomento (in un'occasione dichiarò: «Delle persone io dico bene, oppure taccio. […] In questo caso taccio»), ha fatto capire che la Veronese avrebbe più volte interferito nel rapporto tra lui e Battisti, spingendo Lucio a non assecondare Mogol nella questione dei diritti d'autore che portò alla rottura del loro sodalizio artistico e ostacolando qualsiasi successivo tentativo di ripresa dei rapporti tra i due (come, ad esempio, nel cosiddetto "episodio del burro"). Anche il padre di Battisti, Alfiero, disse di ritenere che l'allontanamento tra Battisti e Mogol fosse stato causato principalmente dalla nuora.
A causa di queste accuse, la Veronese è stata più volte paragonata alla figura di Yōko Ono, compagna e seconda moglie di John Lennon alla quale molti attribuiscono la responsabilità dello scioglimento dei Beatles.

### Protezionismo dell'immagine di Battisti

Lucio e Grazia Letizia al Festivalbar 1970

A seguito della scomparsa di Battisti, avvenuta nel 1998, la Veronese ha adottato una condotta estremamente restrittiva e protezionistica nei confronti dell'immagine e dell'opera del marito, che consiste nel blocco di iniziative, di cover e di pubblicazioni di CD e DVD.
Alcuni casi in cui ciò è avvenuto sono stati:
- Nel 2006 ha denunciato il comune di Molteno (provincia di Lecco), dove i coniugi Battisti avevano vissuto dal 1973 fino alla morte di Lucio, per l'organizzazione del festival Un'avventura, le emozioni, dichiarando di ritenere la manifestazione «mercantile e di bassa qualità» e perciò «non adeguata al livello dell'artista e compromissoria della sua immagine» e chiedendone l'annullamento, oltre a un risarcimento di 250 000 €[17]; il giudice, però, diede ragione al Comune[18].
- Nel 2004 ha imposto il ritiro dalla circolazione del videoclip della reinterpretazione di Prendila così dei Delta V[19].
- In qualità di presidente delle edizioni musicali Acqua azzurra, nel 2005 ha diffidato i Dik Dik dall'inserire, in un loro DVD, la canzone Vendo casa, che Battisti aveva scritto appositamente per loro nel 1971, accompagnando la diffida con le parole: «Ci sono in giro dei pezzenti che sfruttano mio marito, che ha fatto del bene a tutti… lasciatelo in pace»[20].
- Sempre ai Dik Dik la Veronese ha imposto per via legale il cambiamento del titolo dello spettacolo Da Lucio a Battisti in Quel gran genio del mio amico[20].
- Nel 2008 ha negato l'autorizzazione per l'apparizione di immagini di Battisti nella scenografia per il brano Buonanotte all'Italia in un concerto di Luciano Ligabue[21][22].
- Nel 2008 ha negato al comune di Poggio Bustone, luogo di nascita di Battisti, l'autorizzazione per la trasformazione in museo della casa di famiglia del cantante[23].
- Nel 2008 ha impedito la pubblicazione dello storico duetto di Mina e Battisti al Teatro 10 del 1972 nel DVD "Mina gli anni RAI".
- Nel 2011 ha negato l'autorizzazione a usare la canzone Ancora tu nello spot per il programma televisivo I raccomandati, con Pupo ed Emanuele Filiberto[24].
- Nel 2011 si è opposta alla trasmissione su Rai 1 dell'edizione 2011 del Premio Mogol, nella quale Mogol aveva fatto interpretare a Ron la canzone Il paradiso non è qui, scritta insieme a Lucio Battisti ma mai pubblicata. Per la messa in onda, che doveva avere luogo il 23 giugno 2011, si era poi deciso di tagliare la parte contenente l'interpretazione di Ron[25], ma, nonostante ciò, all'ultimo momento la trasmissione è stata annullata e sostituita dal film Wasabi. Il 7 settembre Mogol ha dichiarato che la decisione era stata presa per ragioni a lui incomprensibili[26].
- Nel novembre 2011 la edizioni musicali Acqua azzurra, controllata dalla Veronese e dal figlio Luca, ha vinto una causa contro la Sony Music, che aveva pubblicato i testi delle canzoni nei libretti di accompagnamento ai due cofanetti Le avventure di Lucio Battisti e Mogol e Le avventure di Lucio Battisti e Mogol 2, provocando il ritiro dal mercato di tutte le copie ancora in commercio[27][28].
- Nel 2014 si è opposta alla pubblicazione su iTunes di Le canzoni di Mogol Battisti in versione rock New Era, un'antologia di successi di Battisti reinterpretati da vari componenti del Centro Europeo di Toscolano (CET), la scuola di musica pop fondata da Mogol, nella quale si era già dovuto rinunciare all'uso della voce registrata di Battisti per l'opposizione della vedova. In risposta all'opposizione, Mogol ha citato in giudizio la Veronese e ha fatto pubblicare ugualmente il disco su iTunes[29][30].

Nonostante la totale mancanza di spiegazioni in merito, si ritiene che questa condotta sia indirizzata al contrasto di iniziative ritenute dalla Veronese di scarsa qualità e lesive dell'immagine di Battisti e dei tentativi di sfruttamento del nome di Battisti a fini promozionali da parte di soggetti estranei (altri artisti, case discografiche, sponsor di eventi); risulta, inoltre, in linea con quanto dichiarato e praticato nell'ultima fase della sua carriera dallo stesso Battisti, il quale non si era più mostrato fisicamente in nessuna situazione, nemmeno nelle copertine dei suoi album.
Questo atteggiamento è stato comunque molto criticato, dato che l'ostracismo è stato rivolto anche a manifestazioni organizzate da storici collaboratori di Battisti ed a eventi del tutto dedicati a Battisti nonché alla diffusione della sua opera, tanto da apparire, secondo alcuni, come un vero e proprio tentativo di far cadere Battisti e tutto ciò che lo riguarda nel dimenticatoio; in contrasto è spesso citata l'opera di Ombretta Colli e Dori Ghezzi, vedove rispettivamente dei cantautori Giorgio Gaber e Fabrizio De André, che promuovono la memoria dei mariti defunti tramite apposite fondazioni, senza che essa venga oltraggiata, anziché ostacolarla.
A tale proposito, nel 2016 Paolo Giordano pubblica su Il Giornale un articolo dal titolo Salvate Lucio Battisti, nel quale denuncia come la totale assenza delle opere di Battisti dai servizi di streaming musicale e dagli store musicali digitali come iTunes rischi di far "scomparire" l'artista dalla memoria delle future generazioni; lo stesso anno Gino Castaldo ha pubblicato su la Repubblica una Lettera aperta a Grazia Letizia Veronese, in cui chiede alla vedova «perché limitarsi solo a dire no» piuttosto che tutelare l'immagine del marito. In risposta, Federico Sardo pubblica su Vice un articolo dal titolo La memoria di Battisti è davvero in pericolo? e Michele Monina sull'edizione online de Il Fatto Quotidiano uno intitolato Salvate Lucio Battisti, da chi vuole salvare Battisti.
Nel 2012 Mogol chiede alla Acqua Azzurra srl il risarcimento dei danni derivanti dall'opposizione della Veronese allo sfruttamento commerciale del repertorio di Mogol-Battisti. Il 28 luglio 2016 il Tribunale di Milano respinge l'istanza di Mogol contro la Veronese per "mala gestio societaria". La causa è stata iniziata nel 2012 da Mogol con la richiesta del pagamento di 8 milioni di euro di risarcimento del danno "per aver ostacolato lo sfruttamento commerciale del repertorio Mogol/Battisti". Il Tribunale di Milano, con sentenza n. 9232 depositata in data 22 luglio 2016, ha escluso che la controparte possa aver commesso un illecito ma ha condannato la Edizioni Musicali Acqua Azzurra S.r.l. a pagare 2,6 milioni di euro a Mogol. Inoltre, il Tribunale di Milano ha fatto salvi i diritti degli eredi di Lucio Battisti inteso, non già come autore, bensì come interprete delle canzoni del repertorio Mogol/Battisti.
Nel luglio 2016 aveva commentato così al Corriere della Sera: «Mogol potrà abbinare "Acqua azzurra, acqua chiara" a un dentifricio, ma dovrà farsela cantare da uno dei suoi allievi del Cet di Tuscolano. Il suo scopo [...] può dirsi fallito». Così la vedova di Lucio Battisti, Grazia Letizia Veronese, commenta la sentenza che risarcisce il paroliere con 2,6 milioni (a fronte degli 8 chiesti) per il mancato uso commerciale dei brani scritti per Battisti. Li pagheranno le Edizioni musicali Acqua azzurra, di cui Mogol è socio. «Spiace che non se ne faccia una ragione. Ma la sentenza dice così. Il resto è frustrazione».
Nella rivista Diva e Donna n. 24 del 18 giugno 2019, ci fu un'intervista con Mogol il quale affermava che la vedova aveva perso la causa per ostracismo. Nella stessa rivista, n. 27 del 9 luglio 2019, la signora Veronese ha fatto sapere alla redazione che non è assolutamente vero che ha perso «una causa con il signor Rapetti per ostracismo e, tanto meno, che esiste una sentenza che lo abbia mai scritto. Vero è invece che il Tribunale di Milano con sentenza n. 9232 del 22 luglio 2016, passata in giudicato, ha mandato assolta la signora Veronese dall'accusa di mala gestione societaria, condannando non lei, bensì la Edizioni musicali Acqua Azzurra a pagare in favore del Signor Rapetti la somma di 2,6 milioni di euro per inadempimento dei contratti di edizione musicali dallo stesso stipulati con la società».
Dopo alcune commemorazioni televisive con protagonista Mogol in occasione dei 25 anni dalla morte di Lucio Battisti, il 15 settembre 2023 la Veronese scrive per la prima volta una lettera aperta a Mogol in cui lo accusa di sfruttare l'immagine di Battisti, di aver intentato tre cause, più una proprio nel 2023 per perdita di chance, senza farne mai cenno in pubblico, e di inventare aneddoti, a cui Mogol risponde il giorno dopo.

### Altre accuse
La Veronese è stata inoltre accusata di essere stata la causa dell'allontanamento di Battisti dalla vita pubblica e della mancata pubblicazione del fantomatico album postumo di Battisti e addirittura di gettare via periodicamente i fiori depositati davanti alla tomba del marito.
A queste accuse si può obiettare che le scelte artistiche e personali di Lucio Battisti, compreso il suo ritiro dalla scena pubblica, siano state sempre prese dal solo Battisti, il quale spesso asseriva di voler far parlare soltanto la sua musica. Quanto alla separazione artistica da Giulio Rapetti, ascoltando l'ultima intervista rilasciata alla radio svizzera nel maggio 1979, Battisti afferma che già da 4-5 anni (quindi sin dal periodo di Anima latina) lui e Mogol si frequentavano poco, avendo entrambi la loro vita personale, perché diventati persone diverse che non avevano più niente in comune e perché per divergenze di interessi si erano messi su strade differenti. L'influenza o meno della Veronese su queste decisioni non è chiara e tuttora rimane indimostrabile.
Nel settembre 2013 la Veronese decise, insieme al figlio, la traslazione della salma di Lucio dal comune di Molteno a quello di San Benedetto del Tronto e la successiva cremazione. Nell'ottobre 2013 è circolata la notizia secondo cui la vedova Battisti avrebbe chiesto l'abbattimento della cappella di Molteno, ormai vuota.
Nel libro Ladri di canzoni (2019) Michele Bovi scrive: «Il profitto spettante all'autore dei passaggi nei veicoli online è risibile, confronto a quello dei supporti disco o CD. Lucio Battisti avrebbe senza alcuna esitazione rifiutato. ‘Chi vuole la mia musica sa dove trovarla e quale sia il giusto prezzo per averla', sarebbe stato il suo commento. Sua moglie resta tenacemente fedele a quell'orientamento.»
Roberto Gasperini, ex direttore artistico BMG: «Il nostro rapporto con Lucio Battisti era complicato. Il suo contratto gli consentiva di decidere il supporto dove far uscire le proprie canzoni. Quando decidemmo di stampare i CD oltre ai dischi in vinile e alle musicassette lui ci inviò una lettera di formale diffida: il CD era ancora in fase promozionale, pertanto con profitti minori per l'artista rispetto al disco in vinile. Lucio non voleva saperne: o il classico 33 giri o niente! Occorsero tempo e nuove trattative per fargli cambiare idea sul CD.»
Franco Reali, ex presidente/ex amministratore delegato BMG Ricordi: «Le cose cambiarono con la morte di Lucio Battisti. La vedova dell'artista, Grazia Letizia Veronese, da allora è stata promotrice di una serie di controversie che ne hanno compromesso l'immagine, fino a farla percepire come una sorta di Yōko Ono italiana. L'ostinazione di difendere la volontà e l'opera del marito – che da anni aveva scelto di non apparire, di affrancarsi da ogni tipo di pubblicità, di sostenere scelte persino penalizzanti relativamente ai ricavi economici pur di affermare il proprio disegno artistico – l'ha trasformata in unanime bersaglio. Ciò che con Lucio in vita nessuno si era mai azzardato a fare è diventato prassi elementare con la sua scomparsa. E si tratta, comunque, di cose pertinenti al diritto d'autore. La posta è lo sfruttamento economico del catalogo: la signora Battisti vorrebbe proseguire a rifiutarsi di concedere autorizzazioni se non pienamente convinta di ogni singola utilizzazione dei brani (che tipo di prodotto deve reclamizzare la canzone, in quale scena del film o di altra opera deve servire da sottofondo, ecc.) mostrando la stessa determinazione del marito nel negare sconti per l'ascolto dei suoi lavori.»

### Procedimenti giudiziari
In seguito a una controversia con una vicina di casa, il 21 gennaio 2021 Grazia Letizia Veronese è stata condannata in primo grado per calunnia dal tribunale di Rimini a un anno e quattro mesi di reclusione con pena sospesa.